# Hayashi Yumika
Hayashi Yumika (林由美香 Lâm Do Mỹ Hương) (27 tháng 6 năm 1970 - 28 tháng 6 năm 2005) trong các bộ phim đã đóng cô còn được biết đến với tên gọi Matsunaka Yumika (松中由美香 Tùng Trung Do Mỹ Hương), là một thần tượng AV người Nhật Bản, nữ diễn viên phim hồng. Cô giành được danh hiệu "Nữ hoàng Video Người Lớn Đầu Tiên Tại Nhật Bản" trong suốt 16 năm sự nghiệp đóng phim, cô đóng vai chính trong gần 200 AV và xuất hiện trong hơn 180 bộ phim. Ngoài ra cô còn là nữ diễn viên phim hồng nổi bật, Hayashi còn là chủ đề của một bộ phim tài liệu được trình chiếu năm 1997, và cô đã đoạt giải nữ diễn viên xuất sắc nhất tại giải thưởng Grand Prix Pink trong năm 2004, và giải thưởng sự nghiệp đặc biệt vào năm sau. Cái chết ngày 28 tháng 6 năm 2005 sau buổi tiệc kỷ niệm sinh nhật lần thứ 35, kết sự nghiệp lâu dài của cô trong lĩnh vực AV, và được in trên trang nhất các tờ báo ở Tokyo. Sau khi qua đời, Hayashi vẫn là chủ đề của nhiều cuộc bàn tán nhằm tưởng niệm quá khứ của người hâm mộ, một tiểu sử về cô dày 382 trang được xuất bản và một giải thưởng đặc biệt hướng nghiệp lần thứ hai tại Grand Prix Pink.

## Cuộc đời và sự nghiệp
Yumika Hayashi có tên khai sinh là Yumika Oguri (小栗由美香 Oguri Yumika, Tiểu Lật Do Mỹ Hương) tại Tokyo, ngày 27 tháng 6 năm 1970. Cha mẹ cô ly dị khi cô đang học lớp 5 tiểu học, Hayashi đã phải ra ở riêng một mình trong thời gian cô học trung học. Mẹ Hayashi quản lý một chuỗi cửa hàng ramen khá phổ biến.
Hayashi ra mắt video người lớn lần đầu tiên của mình theo thể loại bishōjo do công ty H.M.P. phát hành vào tháng 6 năm 1989, Shigamitsuku 18-sai: ojōsama wa shitanai (しがみつく 18 歳 お嬢様 はしたない?). Cô thực hiện bộ phim đầu tay cùng năm đó, và lần trình diễn đầu tiên của cô với việc phát hành phim của studio Xcess, Double Rape to Break in a Perverted Wild Filly (ダブルレイプ　変態調教?) trong tháng 10 năm 1990. Cô trở thành một trong những nữ diễn viên AV nổi tiếng nhất trong thập niên 1990. Một số video đầu tiên của cô được chuyển nhượng cho cho studio V&R Planning dưới sự chỉ đạo của đạo diễn Company Matsuo đồng thời là tình nhân của cô.
Đạo diễn hâm mộ cô Hisayasu Sato đã chọn Hayashi cho một vai diễn lớn trong bộ phim hành động của ông năm 1993 Drink Up! và tiếp tục hợp tác với cô trong một vài phim khác. Trong mục lục của ông gồm có series Molester's Train, Molester's Train: Dirty Behavior aka Birthday, Hayashi đã có một vai diễn khác trong phim "Giai Điệu Khắc Khổ" đã được tương phản trực tiếp với ánh sáng, tiếng nói hài hước của phim trước đó trong series, được Yōjirō Takita người đoạt giải Oscar thực hiện năm 1982. Trong vai "Người Phụ Nữ Ham Ăn" người tự ăn chính mình trong phim Satō's Naked Blood (1996) Hayashi diễn xuất khá hay đến nỗi Allmovie gọi là "một trong những cảnh đáng sợ nhất trong phim kinh dị Nhật Bản". Năm 1995, Hayashi đóng vai thám tử hư cấu Taro Miyako của Nishimura trong series phim truyền hình của TBS, Thanh tra Totsukawa, Đường Của Kẻ Sát Nhân Bờ Biển Izu (伊豆 海岸 殺人 ルート hoặc Izu Kaigan Satsujin Ruuto).
Đến giữa năm 1996, một đạo diễn V&R Planning khác, Katsuyuki Hirano (đã kết hôn) thay thế Company Matsuo là người yêu của Hayashi và hai người trong số họ đi về phía bắc của Nhật Bản trong tháng 7 năm 2006 trên một chuyến đi xe đạp. Hirano sản xuất một phiên bản AV dựa trên chuyến đi của họ mang tên Tokyo - Rebun 41-day Adultery Bicycle Touring Trip  và sau đó vào năm 1997 một phim tài liệu chính thức về chuyến đi được chỉnh sửa mang tên Yumika. Hayashi nhận được sự tín nhiệm cho việc quay phim, và Hirano là bạn diễn chung với Hayashi. Năm 1998, cô trở lại làm việc trong bộ phim truyền hình của NHK TV drama Blue Fireworks (青い花火 hoặc Aoi Hanabi) phát sóng vào ngày 28 tháng 11 năm 1998. Hayashi cũng xuất hiện trong drama của đạo diễn Yoichiro Takahashi là Nichiyōbi wa Owaranai (日曜日 は 終わらない) mà ban đầu được phát sóng trên NHK TV và phát sóng trên truyền hình vệ tinh có chất lượng hình ảnh cao vào ngày 21 Tháng Mười 1999. Rồi sau đó được biết đến với tên gọi cho buổi diễn Sunday's Dream(1999) tại Liên hoan phim Cannes lần thứ 53, đoạt giải FIPRESCI tại Liên hoan phim quốc tế Chicago. Trong bài viết phê bình của bộ phim, trang midnighteye.com nhận xét, "sự ngạc nhiên lớn đó chính là cựu ngôi sao khiêu dâm Yumika Hayashi sự diễn xuất của cô khá tốt y như Sachiko".
Là một trong những nữ diễn viên khiêu dâm hàng đầu, Hayashi được mời đến nhà hát Cinequint ở Shibuya để nói chuyện tại một buổi diễn đêm phim hồng chỉ dành cho phụ nữ vào tháng 3 năm 2002. các sự kiện tương tự đã thu hút một lượng lớn khán giả là phụ nữ trẻ. Về đối tượng là phụ nữ xem phim của cô, Hayashi nói với tuần báo Shūkan Bunshun, "Thành thực mà nói, tôi chưa bao giờ nghĩ rằng liệu phim của tôi có thu hút được đàn ông hay phụ nữ theo dõi. Chúng tôi luôn luôn giả sử rằng những người này sẽ biến chúng ngày càng... Tuy nhiên, điều này sẽ tạo cơ hội tuyệt vời cho các cô gái trẻ hiểu biết thêm về ngành công nghiệp phim khiêu dâm. Tôi nghĩ rằng phần thú vị nhất của đêm nay là các câu hỏi được đặt ra sau khi phim kết thúc. Tôi tự hỏi các cô gái sẽ hỏi tôi những gì đây ?"
Tại giải thưởng Grand Prix Pink lần thứ 17 vào năm 2004, Hayashi đoạt giải thưởng nữ diễn viên "xuất sắc nhất" cho vai diễn trong phim Lunch Box aka Mature Woman: Play lún Ball-(熟女 発 情 タマ しゃぶり Jukujō: hatsujō tamashaburi).? sự nghiệp phim ảnh của Hayashi khiến cô xứng đáng được tiếng là người "phụ nữ sắt" của điện ảnh khiêu dâm Nhật Bản. Sau khi cô qua đời, tuần báo Shūkan Taishū viết rằng sự xuất hiện của Hayashi trong 180 bộ phim đủ đưa cô được ghi vào ''sách kỷ lục Guinness thế giới''. Tại giải thưởng Grand Prix Pink năm 2005 cô được trao tặng giải nghề nghiệp đặc biệt cho thành tích của nữ diễn viên chính.

## Cái chết
Khi đạo diễn Katsuyuki Hirano lo ngại rằng Hayashi đã không báo cáo công việc cho ông trong một vài ngày, ông cùng một nhân viên AV và mẹ của Hayashi đi đến căn hộ của cô vào sáng ngày 29 tháng 6 năm 2005, hai ngày sau lần sinh nhật thứ 35 của Hayashi. Ở đó, họ phát hiện ra xác chết của cô trên giường. Một người bạn của Hayashi mô tả cảnh tượng đó với các phóng viên, "Yumika đang nằm trên giường của cô và ba người tìm thấy cô ấy nghĩ rằng cô ấy đang ngủ. Khi họ nhận ra cô không còn thở, họ nhanh chóng gọi xe cứu thương, nhưng đã quá muộn, mẹ của Yumika suy sụp, gào hét, khóc lóc và bắt đầu lên cơn điên dại".
Trong thời điểm cái chết của cô, giả thiết tự tử và giết người được coi là hai nguyên nhân chính có thể gây tử vong. Cuộc sống tình ái lãng mạn của Hayashi được xem như là nguyên nhân chính gây ra bi kịch này. Một đồng nghiệp trong ngành công nghiệp AV báo rằng Hayashi đã cắt đứt mối quan hệ với một người đàn ông trẻ khoảng ba tháng trước khi cô qua đời. "Họ đã sống với nhau một thời gian. Cô dường như khá sốc khi mối quan hệ giữa họ chấm dứt".
Một người hàng xóm đồng ý nói cho các phóng viên biết thêm một số chi tiết, "Khoảng ba tháng trước, cô ấy có một cuộc cãi cọ khá lớn tiếng đến nỗi chúng tôi buộc phải gọi cảnh sát đến chung cư. Một đống hình ảnh và quần lót của nam giới đã bay ra ngoài cửa sổ của căn hộ tầng thứ tám của cô và rớt xuống trên đường đi".
Bạn của Hayashi kiêm đạo diễn Yumi Yoshiyuki không đồng ý với khả năng tự tử, nói với tuần báo Friday, "Cô ấy là một đứa trẻ thực sự sáng chói. Có lần cô ấy muốn nói với tôi rằng cô ấy đã tìm được bạn trai mới và đang thực sự hạnh phúc. Tôi không thể tin rằng cô ấy có ý định tự sát"
Kết quả giám định pháp y sau cùng kết luận rằng không có nguyên nhân cố ý nào liên quan đến cái chết của nữ diễn viên. Thay vì đó họ nói rằng cái chết của Hayashi là kết quả của một đêm uống rượu nặng trong khi kỷ niệm sinh nhật lần thứ 35 của cô. Sau bữa tiệc, Hayashi đã nghẹn ngào cho đến chết trên giường của mình sau khi nôn mửa trong khi cô ngủ.

## Di sản
Hayashi được tưởng nhớ trong một phần của chương trình đặc biệt TV Asahi về những người đã qua đời gần đây. Buổi trình chiếu mang tên Sayonara 5, 6 tsuki hen (さよなら 5,6 月 编), được phát sóng vào ngày 12 tháng 8 năm 2005, bao gồm một số chương trình kỷ niệm và một số chi tiết trong ngày trước khi cô chết.
Bộ phim cuối cùng của Hayashi, Miss Peach: Peachy Sweetness Huge Breasts (ミスピーチ　巨乳は桃の甘み Misu Piichi: kyonyū wa momo no umami?) (2005) do Yumi Yoshiyuki đạo diễn, được phát hành vào tháng 9 năm 2005. Yoshiyuki hợp tác với cộng sự của cô là Kaoru Sakurako cùng tham gia trong buổi lễ tưởng niệm cho Hayashi lúc bắt đầu trình chiếu phim tại nhà hát Ueno Okura. Bộ phim nhận được sự hoan nghênh nhiệt liệt  Các bộ phim mà Hayashi đã đóng trước khi qua đời được bình chọn là một trong 5 phim hồng xuất sắc nhất được phát hành trong năm 2005 tại giải Pink Grand Prix. Tại giải Pink Grand Prix năm 2006 sau khi cô chết đã trao giải thưởng thứ hai đặc biệt cho Hayashi như một nữ diễn viên phim hồng xuất sắc nhất. Yoshiyuki Hayashida, người sáng lập ra tạp chí điện ảnh hồng P * G và Pink Grand Prix đồng tác giả một cuốn tiểu sử dày 382 trang về cuộc đời của Hayashi trong năm 2006 mang tựa đề YUMIKA Hayashi: chân dung của nữ diễn viên trẻ trung (女优 林 由 美 香, Joyū Hayashi Yumika?). Năm 2009, đạo diễn người Nhật – Hàn Tetsuaki Matsue quay một bộ phim tài liệu về Hayashi. Với tựa đề Annyeong Yumika (あんに ょん 由美香, Annyon Yumika?), bộ phim bao gồm sự xuất hiện của cựu đồng nghiệp của nữ diễn viên Hayashi là Lemon Hanazawa và đạo diễn Company Matsuo cùng với Katsuyuki Hirano.

## Danh sách các bộ phim đã đóng

### Phim video người lớn

#### 1980s và 1990s
| Tựa đề Video | Ngày phát hành                    | Công ty                             | Giám đốc                      | Ghi chú |
| --- | --------------------------------- | ----------------------------------- | ----------------------------- | --- |
| Shigamitsuku 18-sai: ojōsama wa shitanai しがみつく18歳 お嬢様はしたない                                                                                 | 1989-06                           | h.m.p. Miss Christine               |                               | AV debut |
| Dangerous After School Abunai hōkago 6 あぶない放課後6                                                                                                   | 1989-08-09                        | V&R Planning VR-143                 | Company Matsuo                | With Yuka Shimada |
| Beach Romance 海辺のロマンス Umibe no romansu | 1989-08-27                        | Cosmos Plan AQ-01                   |                               | |
| Crystal Angel 硝子の天使 Garasu no tenshi | 1989-09-12                        | HRC HRC-011                         | (我門 雄)                     | |
| Hard and Pretty Kōshiki pe nasu 硬式ペナス | 1989-10-10                        | V&R Planning VR-146                 | Company Matsuo                | With Ichiho Hiramoto |
| Gansha 6 renpatsu! gaburi hime Hayashi Yumika ガンシャ６連発！がぶり姫 林由美香                                                                          | 1989                              | Crystal-Eizō SC-10                  |                               | |
| Terefon FUCKING zecchō kōru Hayashi Yumika Kudō Rie テレフォンＦＵＣＫＩＮＧ 絶頂コール 林由美香 工藤りえ                                                | 1989                              | h.m.p. / SAMM PSV-004               |                               | With Rie Kudō |
| Lips Violence 口唇暴力3 Kōshin bōryoku 3 | 1990-01-12                        | V&R Planning AS-187                 | Company Matsuo                | With Natsuko Kayama & Mariko Itsuki |
| Mix-Up! It's New Edition ミス・シャブラチロワ あつめてペロンチョ Misu shaburachirowa atsume te peroncho                                                  | 1990-02-10                        | V&R Planning VR-156                 | Company Matsuo                | With Mari Aikawa & Mirai Mochizuki |
| The Contrary Soap Heaven 5 逆ソープ天国 5 Gyaku sōpu tengoku 5                                                                                           | 1990-04-05                        | Alice Japan KW-7026                 | Rokurō Mochizuki              | |
| Funnyō kazoku Robinson kore ga tadashii nippon no kazoku da 糞尿家族ロビンソン これが正しい日本の家族だ                                                  | 1990-04-23                        | V&R Planning SP-117                 | Kaoru Adachi (安達かおる)     | With Azusa Ikeuchi and Rie Mitsuhashi |
| Jesus Christ Superstar Special Yumika Hayashi ジーザス栗と栗鼠スーパースタースペシャル 林由美香 Jiizasu Kuri to risu sūpaasutaa supesharu Hayashi Yumika | 1990-07-05                        | V&R Planning SP-120                 | Kaoru Adachi                  | |
| Sex Clinic 2 SEXクリニック2 SEX kurinikku 2 | 1990-09-12                        | Alice Japan HRC-048                 |                               | With Chihiro Asamiya |
| Loveless Love Yumika Hayashi ラスト尿 林由美香 Rasuto nyō Hayashi Yumika                                                                                 | 1990-12-24                        | V&R Planning SP-130                 | Company Matsuo                | |
| Iraku sei Hayashi Yumika 射楽精 林由美香 | 1990                              | CineMagic / Ultra D DW-26           | Daisy Nakano (中野Ｄ児)       | |
| Ganmen shawaaerekuto. 10 + 5 PART. 12 顔面シャワーエレクト･１０+５ ＰＡＲＴ.１2                                                                          | 1990                              | Crystal Eizō CS-23                  |                               | With Aya Mizuki, Yōko Minami, Keiko Morita, Mariko Itsuki, Saki Gotō, Isumi Terasaki, Kyōko Nishihagi, Sanae Shiraishi, and Michiru Saeki |
| Kiba IV Hayashi Yumika 牙Ⅳ 林由美香 | 1990                              | Freak / Takion TA-65                |                               | |
| VIP supesharu ＶＩＰスペシャル | 1990                              | VIP 7B-051                          |                               | With Ruka Fujiki and Mai Yamashita |
| Kozenwaisetsu 7 口全ワイセツ７ 裏なめ | 1990                              | h.m.p. PSV-015                      | Kaoru Toyoda                  | |
| Bodikon ai yakko Ultra D Official Bootleg Vol. 1 ボディコン愛奴 Ｕｌｔｒａ Ｄ Ｏｆｆｉｃｉａｌ ＢｏｏｔｌｅｇVol.1                                       | 1991                              | CineMagic / Ultra D DW-46           | Tatsurō Santō (三島達郎)      | With Mayumi Yoshinaga, Ayumi Tachibana, Asami Yamazaki, and Chisato Ōe                                                                    |
| S & M bideo korekutaa 1 terashima banri Miyazawa Eri Hayashi Yumika Ｓ＆Ｍビデオコレクター １ 寺島万里 宮沢えり 林由美香                                 | 1991                              | CineMagic VS-154                    |                               | With Mami Terajima and Eri Miyazawa |
| New Lips Violence 新口唇暴力 Shin kōshin bōryoku | 1991                              | V&R Planning SP-155                 |                               | With Arisa Konno, Hiroko Takano, Mio Akiyama, and Isumi Terasaki                                                                          |
| Sukinresu gaaruzu mui dara, mō, zecchō スキンレス・ガールズ 剥いだら、もう、絶頂                                                                         | 1992-09-25                        | CineMagic / Ultra D DW-56           | Daisy Nakano                  | With Natsumi Nosaka and Rei Aoyama |
| Gōka kenran! Jiizasu kuri to risu sūpaa sutaauru tora supesharu 豪華絢爛！ ジーザス栗と栗鼠スーパースターウルトラスペシャル                              | 1992-10-26                        | V&R Planning SP-209                 | Kaoru Adachi                  | With Mariko Itsuki, Isumi Terasaki, and Risa Nomura                                                                                       |
| S & M COLLECTION '93 za rōpu hantingu 3 Ｓ＆Ｍ ＣＯＬＬＥＣＴＩＯＮ’９３ ザ・ロープハンティング ３                                                       | 1993-01-08                        | CineMagic CN-46                     | Tatsurō Santō                 | With Akane Yoshizawa and Hitomi Mizusawa                                                                                                  |
| Funnyō kazoku Robinson 2 糞尿家族ロビンソン ２ | 1993-02-21                        | V&R Planning SP-221                 | Kaoru Adachi                  | With Aya Asō, Manami Tashiro, and Kazumi Tanaka                                                                                           |
| Best of Ultra D den kage tsuya musume zukan Ｂｅｓｔ ｏｆ Ｕｌｔｒａ Ｄ 電影艶娘図鑑                                                                     | 1993-04-23                        | CineMagic / Ultra D DW-63           | Daisy Nakano                  | With Izumi Morikawa and Mariko Itsuki |
| Heisei no ? to ran: ran no maki 平成の淫と乱 乱の巻 | 1993-05-25                        | Kuki SS38                           | Hito Yūnori (遊法仁)          | With Ayano, Rino Kojima, and Daiya Yuki                                                                                                   |
| Rezubian korekushon hyaku gō zukan 7 レズビアン・コレクション 百合図鑑 ７                                                                                | 1993-06-11                        | CineMagic GA-17                     | Kiyotaka Tsurizaki (釣崎清隆) | With Mami Shiraki, Miki Tomari, Yui Sakai, Yūka Takemura, and Akemi Mamiya                                                                |
| ? tenshi no nioi 堕天使の匂い | 1994-02-12                        | Art Video 1443                      | Mosuke Saitō (斉藤茂介)       | |
| Saseteageru! AV joyū shucchō saabisu 3 させてあげる！ ＡＶ女優出張サービス ３                                                                            | 1995-02-15                        | Balloon Planning EX-24              |                               | With Maryjane Kawai |
| Shūshoku sensen fushidara na kojin mensetsu watashi o yatotte 就職戦線 ふしだらな個人面接 私をやとって～                                                 | 1995-05-25                        | Image Box / Xces ES-009             | Futoshi Jinno (神野太)        | With Mirai Hirōka and Miori Honjō |
| Sawaki Kazuya no nanpa teikoku supesharu AV gyaru no gyaku nanpa 3 沢木和也のナンパ帝国 スペシャル ＡＶギャルの逆ナンパ ３                               | 1995-12-12                        | Atlas21 / Zaurus S-95121            | Kazuya Sawaki (沢木和也)      | With Hitomi Morio |
| Gibo no nagajuban ivu no midara na nioi 義母の長襦袢 イヴの淫らな匂い                                                                                    | 1996-07-25                        | Image Box / Xces ES-033             | Rumi Tama                     | With Yumiko Kamishiro and Azusa Aoyama |
| Cock-Sucker Girls of the Highest Quality 極上べろべろ娘たち２                                                                                            | 1996-11-27                        | h.m.p. SAMM NSV-034                 |                               | With other actresses |
| Tokyo - Rebun 41-day Adultery Bicycle Touring Trip 東京～礼文島 41日間自転車ツーリングドキュメント わくわく不倫旅行                                      | 1997-01-21                        | V&R Planning SP-379                 | Katsuyuki Hirano              | |
| Fetisshurabaazu feromon ekusutashii フェティッシュラバーズ フェロモンエクスタシー                                                                        | 1997-05-16                        | CineMagic GA-61                     | Daisy Nakano                  | With Rara Kisaragi and Mami Koide |
| Inran abunōmaru hitoduma otoko kari 淫乱アブノーマル 人妻男狩り                                                                                          | 1997-06-25                        | Image Box / Xces ES-054             | Ryōtsu Ueda (上田良津)        | With Misuzu Sakamoto and Hotaru Hazuki |
| Mibōjin ryokan kanjuku nyotai zakari 未亡人旅館 完熟女体盛り                                                                                             | 1997-06-25                        | Image Box / Xces ES-053             | Sakae Nitta (新田栄)          | With Emi Matsushima and Naomi Sugishita                                                                                                   |
| Lovely AV Gal 愛しのＡＶギャル Itoshi no AV gyaru | 1998-12-13                        | Media Station /Bazooka BZ-09        |                               | With Chiharu Mizushima and Kanako Yoshimoto                                                                                               |
| ?? kagero fu koi onna 卑縄かげろふ恋女 | 1999-07-29 (VHS) 2002-10-25 (DVD) | Art Video 2107 (VHS) ADV-0121 (DVD) | Zō Yumeryū (夢流ＺＯＵ)       | |

#### 2000s
| Tên Video                                                                                   | Ngày phát hành                    | Công ty                                    | Giám đốc                        | Ghi chú |
| ------------------------------------------------------------------------------------------- | --------------------------------- | ------------------------------------------ | ------------------------------- | --- |
| ナニワ金融 淫欲 女社長                                                                      | 2001-01-15                        | Next11 Club NEXT-516                       | Naoki Tachibana (橘直樹)        | With Ririka Mizushima |
| 服従学園 淫虐女闘編                                                                         | 2001-01-21                        | V&R Planning SP-528                        | Kaoru Adachi                    | With Kaori Shimizu |
| 服従学園 血桜組激動編                                                                       | 2001-04-21                        | V&R Planning ARK-003                       | Kaoru Adachi                    | With Kaori Shimizu and Mina Kaneko |
| 服従学園 血桜組新番長誕生編                                                                 | 2001-04-21                        | K Network / V&R Planning ARK-004           | Kaoru Adachi                    | With Kaori Shimizu and Mina Kaneko |
| 服従学園 血桜組逆襲編                                                                       | 2001-04-21                        | K Network / ノアズ・アーク ARK-005         | Kaoru Adachi                    | With Kaori Shimizu and Mina Kaneko |
| The Rape House レイプ鬼の棲家                                                               | 2002-05-15                        | Moodyz MDMD-043                            |                                 | With Ryōko Fukada and Kiyomi Itō |
| ガチンコ！ ＡＶギャル更正合宿・一期生                                                       | 2001-05-27                        | h.m.p. / Document LY-004                   | Boxy Yamashita (バクシーシ山下) | |
| Uniform Beauty 制服美人フルコース                                                           | 2001-07-27                        | Try-Heart PDX-059                          | Koan Brothers (ーアン兄弟)      | With Riho Kawauchi, Yuki Tsukamoto, Mako Hyuga, Kana Fujitani and Keiko Sakurada |
| Shitamachi Mixed Bathhouse Story 下町混浴銭湯物語                                           | 2002-06-15                        | Moodyz MDI-136                             | Yutaka Akiyama                  | With Madoka Ozawa and Kyoko Hashimoto |
| ジーザス栗と栗鼠外伝 ～涙とスペルマ２０人スペシャル～                                       | 2002-12-21                        | V&R Planning SP-628                        | Kaoru Adachi                    | With Reiko Mizuno and Rie Asai |
| 母娘の唾液（ぼしのしずく）                                                                  | 2003-10-10                        | Aroma Planning ARMD-371                    | Tamakichi Anaru (穴留玉狂)      | With Ruby Akasaka and Mai Okumura |
| Ｖ＆Ｒの歴史 １９９０－１９９６                                                             | 2004-03-18                        | V&R Planning SP-698                        |                                 | With Yuri Ishihara, Reiko Miyazaki, and Rumi Amamiya |
| 糞尿家族ロビンソン                                                                          | 2004-04-17                        | V&R Planning VRPDS-001                     | Kaoru Adachi                    | |
| Pristine Girl Vol.04 プリスティンガール Vol.04                                              | 2004-08-06                        | Hot Storm HD004                            |                                 | Uncensored |
| Confinement Insult Wicked Women 監禁凌辱 極道の女                                           | 2004-09-08                        | Attackers SSPD-012                         |                                 | With Mao Misaki, Senna Kurosaki, Haruna Harada, Non Kuroki and Mio Katori |
| 高齢者の為に･･･ 老いの性愛エロ本                                                            | 2004-09-10                        | FA Eizō Shuppan Products FA-1085           | Henry Tsukamoto (ヘンリー塚本)  | |
| ザ・ノーズプレイコレクションＤＸ２                                                          | 2007-07-04                        | CineMagic DD-120                           |                                 | With Noa Aoi, Airi Niiyama, Rumi Naruse, Natsuko Kayama, Iya Shimazaki, Mikako Ōhashi, Kaori Matsumoto, Anri Inōe, Rei Kirishima, Iko Moritama, Asami Kondō, Mio Ueda, Ai Kimishima, Aki Morikawa, Risa Hayase, Shizuku Tsukino, Shino Isshiki, Sara Ogawa, Sakura Sakurada, Izumi Hayashi, and Yumiko Takeuchi |
| 義母の子守唄 息子に捧げる禁断のララバイ                                                     | 2004-10-15 (VHS) 2007-12-03 (DVD) | Alex IY-144 (VHS) ALX-144 (DVD)            |                                 | With Kozue Matsushita and Reiko Kashiwabara |
| 私の言葉でイッてね！ 淫語オナニー                                                           | 2004-10-15                        | Japan Grand Prix / Fetish FT-004           |                                 | With Risa Kamimura, Haruka Aoyama, Rei Kawakami, and Chizuru Minami |
| 集団女子高ジャック（２枚組）宮地奈々日高ゆりあ・松沢はな・小林かすみ・他                    | 2004-12-08                        | Dogma DDT-105                              | TOHJIRO                         | With Nana Miyaji, Kasumi Kobayashi, Nana Matsuzawa, Ami Nishimura, and Yuria Hidaka |
| 妻たちのセレナーデ２ 特別編 紫彩乃・加山なつこ・林由美香                                    | 2005-02-15                        | Madonna JUKD-152                           |                                 | With Ayano Murasaki and Natsuko Kayama |
| 熟女乱姦 其の二                                                                             | 2005-02-20                        | Next11 KING-2385                           |                                 | With Nobue Tamura, Tomoko Hirai, and Yūko Fujisawa |
| 卒業…13人顔面シャワー Ⅱ                                                                     | 2005-04-22                        | Sugar Works / Juicy SYJP-057               | Aki Echi (江地亜紀)             | With Konomi Shiina and Mariko Akiyama |
| Fascinating!! Beautiful Tits Girls 4 Hours!! 萌え～！！美乳むすめ ４時間！！                | 2006-05-19                        | Alice Japan DV-618                         |                                 | With Momo Kurita, Yuki Akari, and Rumi Hashiba |
| PARADE Vol.25                                                                               | 2006-06-16                        | J-Spot PA-25                               |                                 | Uncensored With Maria Yuki, Konomi Futaba and Sara |
| 蘇る伝説のアクトレスたち Ｌｅｇｅｎｄ 林由美香                                              | 2006-10-20                        | A.S.J. / Graffiti GRA-006                  |                                 | |
| Magic Banana Vol. 73: Yumika Hayashi                                                        | 2007-01-04                        | Magic Banana MB-073                        |                                 | Uncensored |
| 実録ちかん物語 ラッシュアワー４時間                                                         | 2008-09-19                        | Momotarō Eizō Shuppan / All in One ALD-150 |                                 | With Marie Sugimoto, Yuri Akabane, Miki Iwashita, Mio, Misaki Sakurai, Ami Nishimura, and Asumi Sawada |
| Screamin' Fuck to the Teacher 絶叫！FUCKトゥーザティーチャー                                | 2007-09-30                        | h.m.p. BNDV-80015                          |                                 | With Marina Matsumoto and others Issued as part of the Golden SAMM Classic Series |
| 本当にあったレズ実話集 Ｌｅｓｂｉａｎ Ｔｒｕｅ Ｓｔｏｒｙ Ｃｏｌｌｅｃｔｉｏｎ． Ｖｏｌ．５ | 2008-12-19                        | Ladies Room LADS-015                       | Henry Tsukamoto                 | With Akira Sakurai, Minato Takashima, Shiho Tsubokura, Ryōko Mita, Hiromi Okuyasu, and Tamaki Sakura |
| 目かくしＦＵＣＫ 林由美香驚愕！連続失神                                                     |                                   | Athena Eizō AS-179                         | Tadashi Yoyogi (代々木忠)       | With Rie Takayama and Mako Natsuki |
| Climax クライマックス                                                                       |                                   | AV Japan FV-8875                           | Tetsuya Uno                     | |

### Phim

#### 1990s
| Tựa đề | Ngày phát hành | Công ty                         | Giám đốc                       | Ghi chú                                                         |
| --- | -------------- | ------------------------------- | ------------------------------ | --------------------------------------------------------------- |
| Beijuha Emono 貝如花 ＜BEI JU HWA＞ 獲物 | 1989-12        | Masahiro Kasai (カサイ雅弘)     | Xces                           |                                                                 |
| Double Rape to Break in a Perverted Wild Filly ダブルレイプ 変態調教 Daburu Reipu: Hentai Chōkyō                                                                                | 1990-10        | Rumi Tama as Rumi Kimata        | Xces                           | Hayashi's first non-AV film starring role                       |
| Za Inran ザ・いんらん | 1992-04-25     | Shōji Tanaka (田中昭二)         | Shintōhō                       |                                                                 |
| Amazon Garden: Uniform Lesbians 禁男の園 ザ・制服レズ Kindan no Sono: The Seifu Les                                                                                             | 1992-10-10     | Takahisa Zeze (瀬々敬久)        | Kokuei                         |                                                                 |
| Jitsuroku ijōsei hanzai: Amai Wana 実録異常性犯罪 甘い罠 | 1992-11-14     | Toshiya Ueno (上野俊哉)         | Shintōhō                       |                                                                 |
| Honban Ura Kairaku 本番裏快楽 | 1993-01-29     | 鈴木敬晴                        | Shintōhō                       |                                                                 |
| Molester's Commuter Train: Office Lady's Sexuality 痴漢通勤電車 ＯＬたちの性 Chikan Tsukin Densha: OL-tachi no Sei                                                              | 1993-04-02     | Toshiki Satō (サトウトシキ)     | Shintōhō / Outcast Productions | With Tōru Nakane & Mineo Sugiura                                |
| Sekkusu Raifu: Atsui Yoru ni Dakarete ＳＥＸライフ 熱い夜に抱かれて | 1993-04-20     | Kenji Kawai (川井健二)          | OP Eiga                        |                                                                 |
| Urahonban: Kagu 裏本番 嗅ぐ | 1993-04        | Yutaka Ikejima (池島ゆたか)     | Xces                           |                                                                 |
| Kumashiro Yumiko: Za Honban Pettingu 神代弓子 ザ・本番ペッティング | 1993-04-23     | Rumi Tama (as Rumi Kimata)      | Shintōhō                       |                                                                 |
| Baajin Nikki: Yubi no Tawamure ヴァージン日記 指の戯れ | 1993-05-31     | Kenji Kawai                     | OP Eiga                        |                                                                 |
| Biniku Ningyō 媚肉人形 | 1993-06-30     | Kenji Kawai                     | OP Eiga                        |                                                                 |
| Honban Jitsugi: Sakechau 本番実技 避けちゃう | 1993-06        | Yutaka Ikejima                  | Xces                           |                                                                 |
| Real Action: Drink Up! ナマ本番 飲み干す！ Nama Honban: Nomihosu! | 1993-08-13     | Hisayasu Satō (佐藤寿保)        | Xces / Shishi                  |                                                                 |
| Nippon no Waisetsu ニッポンの猥褻 | 1993-08-13     | Akira Fukamachi (深町章)        | Shintōhō                       |                                                                 |
| Ranjukuzuma: Naburu 乱熟妻 嬲る | 1993-08-26     | Kenji Kawai                     | OP Eiga                        |                                                                 |
| Inran Kazoku: Wakazuma Zetsurin Jukujo いんらん家族 若妻・絶倫・熟女 | 1993-09-03     | Akira Fukamachi                 | Shintōhō                       |                                                                 |
| Chikan: Hanjuku shojogari 痴漢 半熟処女狩り | 1993-09-22     | Kenji Kawai                     | OP Eiga                        |                                                                 |
| Petting Lesbians: Sensitive Zone ペッティング・レズ 性感帯 Petting Lez: Seikan-tai V: Naomi                                                                                     | 1993-10-01     | Toshiki Satō                    | Kokuei / Shintōhō              | 55 min. With Yumi Yoshiyuki                                     |
| Hitoduma Furin: Nurenure 人妻不倫 濡れ濡れ | 1993-11-19     | Akira Fukamachi                 | Shintōhō                       |                                                                 |
| Ofisu Redi: SeikanTai Kyōiku オフィスレディ 性感帯教育 | 1993-11-22     | Kenji Kawai                     | OP Eiga                        |                                                                 |
| Molester's Train: Dirty Behavior 痴漢電車 いやらしい行為 Chikan Densha: Iyarashii Koi                                                                                           | 1993-11-26     | Hisayasu Satō                   | Kokuei / Shintōhō              |                                                                 |
| Hitoduma Honban: Hirusagari no Furin 人妻本番 昼下りの不倫 | 1993-12-18     | Akira Fukamachi                 | Shintōhō                       |                                                                 |
| Kōshoku Mibōjin: Yorumade Matenai 好色未亡人 夜まで待てない | 1994-01        | Mototsugu Watanabe (渡邊元嗣)   | Kokuei                         |                                                                 |
| Ase Mamire no Panti 汗まみれのパンティ | 1994-01-14     | Kenji Kawai                     | OP Eiga                        |                                                                 |
| Saishin!! Seifūzoku Dokyumento 最新!!性風俗ドキュメント | 1994-02-11     | Akira Fukamachi                 | Shintōhō                       |                                                                 |
| Joyū shigan: Reipu Chōkyō 女優志願 レイプ調教 | 1994-03-01     | Kenji Kawai                     | Sekine Productions OP Eiga     | 60 min. With Yumi Yoshiyuki                                     |
| Za Pettingu: Suttekamu ザ・ペッティング 吸って咬む | 1994-03        | Takumei Higuchi (橋口卓明)      | Shintōhō                       |                                                                 |
| Waisetsu Kazoku: Oneisan o Nozoke! わいせつ家族 お姉さんを覗け！ | 1994-03-31     | Kenji Kawai                     | OP Eiga                        |                                                                 |
| Joshi Daisei Shūdan Onanie 女子大生集団ONANIE | 1994-05        | Takumei Higuchi                 | Xces                           |                                                                 |
| Inran Jukujo: Nurezakari いんらん熟女 濡れ盛り | 1994-05-27     | Mototsugu Watanabe              | Shintōhō                       |                                                                 |
| Maru Nama Joshidaisei: Shimai Kōkan (生)女子大生 姉妹交換 | 1994-06-02     | Kenji Kawai                     | Sekine Productions OP Eiga     | 60 min. With Yumi Yoshiyuki                                     |
| Kokuhaku Jitsuwa: Terekura Maruhi Furin 告白実話 テレクラ(秘)不倫 | 1994-07-01     | Kenji Kawai                     | OP Eiga                        |                                                                 |
| Hatsujō Kappuru: Maruhi Tōsatsu Genba 発情カップル (秘)盗撮現場 | 1994-07-01     | Akira Fukamachi                 | Shintōhō                       |                                                                 |
| Shichinin no Jukujo: Inran 七人の熟女 淫乱 | 1994-08        | Akira Fukamachi                 | Shintōhō                       | With 石川恵美, 橋本杏子, Yumi Yoshiyuki, 梶原恭子               |
| Higōhō Waisetsu: Nozoku 非合法わいせつ 覗く | 1994-08-25     | Kenji Kawai                     | OP Eiga                        |                                                                 |
| Jukujo Pettingu: Torokeru 熟女ペッティング とろける | 1994-09        | Mototsugu Watanabe              | Shintōhō                       |                                                                 |
| Chikan Densha: Itazura Genkōhan 痴漢電車 いたずら現行犯 | 1994-10-28     | Akira Fukamachi                 | Shintōhō                       |                                                                 |
| Honban Marudashi Kahanshin 本番丸出し下半身 | 1994-12        | Yutaka Ikejima                  | Xces                           |                                                                 |
| Tsumatachi no Hirusagari: Shūdan Furin 妻たちの昼下り 集団不倫 | 1994-12        | Akira Fukamachi                 | Shintōhō                       |                                                                 |
| Honban! Dosukebe Fūfu 本番！ドすけべ夫婦 | 1995-01        | Toshiya Ueno                    | Shintōhō                       |                                                                 |
| Onanii Kurui: Yubisaki ni Shizuku ＯＮＡＮＩＥ 狂い －指先に雫－ | 1995-01-28     | Kenji Kawai                     | OP Eiga                        |                                                                 |
| Ōeru Kahanshin Hakusho ＯＬ下半身白書 | 1995-02-28     | Kazuhisa Ogawa (小川和久)       | OP Eiga                        |                                                                 |
| Iiyoku Shūdōin: Jukujo, Chijo, Seijo 愛欲修道院 熟女・痴女・聖女 | 1995-03-03     | Mototsugu Watanabe              | Shintōhō                       |                                                                 |
| Inkō Jitsuwa: Seifuku Aijin Keiyaku 淫行実話 制服愛人契約 | 1995-03-10     | Kazuhisa Ogawa                  | OP Eiga                        |                                                                 |
| Josei Yōkōshū Toire 女性用公衆トイレ | 1995-03-17     | Futoshi Sakamoto (坂本太)       | Xces                           |                                                                 |
| Honki Jiru Tare Nagashi 本気汁たれ流し | 1995-03-31     | Futoshi Sakamoto                | Xces                           |                                                                 |
| Roshutsu mania: Niizuma o Hito Maede 露出マニア 新妻を人前で | 1995-04-11     | Yuzuru Ichimura (市村譲)        | OP Eiga                        |                                                                 |
| Manin Densha: Chikan Tekunikku 満員電車 痴漢テクニック | 1995-05-19     | Yutaka Ikejima                  | Xces                           |                                                                 |
| Nōsatsu!! Seerusu Redi Nikutai Kanyū 悩殺!!セールスレディ 肉体勧誘 | 1995-06-16     | Mototsugu Watanabe              | Shintōhō                       |                                                                 |
| Kyonyū Shiofuki Reijō 巨乳潮吹き令嬢 | 1995-06-23     | Futoshi Sakamoto                | Office Kōwa Xces               | 60 min With Yumi Yoshiyuki                                      |
| Hitoduma Tōsatsu Bideo: Watashi wa Shikijōkyō 人妻盗撮ビデオ 私は色情狂 | 1995-07-22     | Kazuhisa Ogawa                  | OP Eiga                        |                                                                 |
| Seishun no Monzetsu: Konnichiwa Kurichan 性春の悶絶 こんにちはクリチャン | 1995-07-28     | Kazuhiro Sano (佐野和宏)        | Kokuei                         |                                                                 |
| Hitoduma, Ōeru, Mibōjin: Shin * Seiai Jitsuwa 人妻・ＯＬ・未亡人 新・性愛実話                                                                                                   | 1995-08-11     | Akira Fukamachi                 | Shintōhō                       |                                                                 |
| セールスレディ バイブ訪問販売 | 1995-09-04     | Kazuhisa Ogawa                  | OP Eiga                        |                                                                 |
| 新・犬とおばさん －むしゃぶりつく！－ | 1995-10-06     | Sachi Hamano (浜野佐知)         | Xces                           |                                                                 |
| 主婦売春 若妻性欲処理 | 1995-10-13     | Kenji Kawai                     | OP Eiga                        |                                                                 |
| Nōmitsu Aibu: Torokeru Shitazawari 濃密愛撫 とろける舌ざわり | 1995-10-13     | Mototsugu Watanabe              | Shintōhō                       | 58 min. With Yumi Yoshiyuki Screenplay: Kyōko Godai             |
| 獣たちの性宴 イクときいっしょ | 1995-10        | Shinji Imaoka (今岡信治)        | Kokuei                         |                                                                 |
| 暴淫姉妹 私にも吸わせて | 1995-11-02     | Kenji Kawai                     | OP Eiga                        |                                                                 |
| 浮気妻 淫乱同窓会 | 1996-01-12     | Masayoshi Nogami (野上正義)     | Shintōhō                       |                                                                 |
| 本番授業 教え子に、教室で | 1996-01-12     | Futoshi Sakamoto                | Xces                           |                                                                 |
| Splatter: Naked Blood 女虐／ＮＡＫＥＤ ＢＬＯＯＤ Megyaku: Naked Blood | 1996-02-20     | Hisayasu Satō                   | T.M. Project / Museum          |                                                                 |
| 変態願望実現クラブ | 1996-02-28     | Kuninori Yamazaki (山崎邦紀)    | OP Eiga                        |                                                                 |
| 本番熟女 淫ら舞い | 1996-03        | Tōru Daimon (大門通)            | Xces                           |                                                                 |
| 異常露出 見せたがり | 1996-03-09     | Tarō Araki (荒木太郎)           | OP Eiga                        |                                                                 |
| 女囚折檻 －いたぶる－ Joshū Sekkan: Itaburu aka 女囚と檻 ぶち込め！ Joshū to Ori: Buchikome!                                                                                    | 1996-03-15     | Masaharu Itō (伊藤正治)         | Film House Xces                | 59 min.                                                         |
| 猥褻秘書 ～魅惑の淫乱ボディ～ Waisetsu Hisho: Miwaku no Inran Bodi V: わいせつ秘書 肉体ご奉仕 Waisetsu Hisho: Nikutai Gohōshi                                                   | 1996-03-29     | Yutaka Ikejima                  | Xces                           | 61分 With Yumi Yoshiyuki và Yutaka Ikejima Screenplay: 五代暁子 |
| 尻軽浮気妻 バイブ地獄 | 1996-05        | Kazuyoshi Sekine (関根和美)     | OP Eiga                        |                                                                 |
| Dosukebe Mibōjin Watashi, Sukimono!? どすけべ未亡人 私、好きもの!? V: 未亡人 男と女がいる限り… Mibōjin: Otoko to Onna ga Iru Kagiri... and 未亡人は男好き Mibōjin wa Otoko Suki | 1996-05-31     | Sakae Nitta (新田栄)            | Sakae Productions Shintōhō     | 52 min. With Yumika Yoshiyuki                                   |
| 義母の長襦袢 淫らな匂い | 1996-05-31     | Rumi Tama (as Rumi Kimata)      | Xces                           |                                                                 |
| 女子大生 下半身売ります | 1996-07        | Kazuhisa Ogawa                  | OP Eiga                        |                                                                 |
| レイプ願望 私をいかせて！ Reipu Ganbō: Watashi o Ikasete! | 1996-07-02     | Daikei Shimizu (清水大敬)       | OP Eiga                        | 60 min. With Yumi Yoshiyuki                                     |
| 濃密舌技 めくりあげる | 1996-08-01     | Yutaka Ikejima                  | OP Eiga                        |                                                                 |
| 女弁護士 羞恥なぶり | 1996-08-09     | Futoshi Sakamoto                | Xces                           |                                                                 |
| 痴漢電車 指いじめ | 1996-09        | Futoshi Sakamoto                | Xces                           |                                                                 |
| ヒクヒクする女 見られたい | 1996-09        | Tarō Araki                      | OP Eiga                        |                                                                 |
| 禁じられた情事 不倫妻大股びらき | 1996-10        | Toshirō Enomoto (榎本敏郎)      | Kokuei / Shintōhō              |                                                                 |
| 痴漢電車 感じるイボイボ | 1996-11-22     | Shinji Imaoka                   | Kokuei / Shintōhō              |                                                                 |
| 緊縛十字架責め | 1996-11        | Tōru Daimon                     | Xces                           |                                                                 |
| 人妻飼育日記 不倫初夜 | 1996-12        | Sachi Hamano                    | Xces                           |                                                                 |
| 女刑務官 牝私刑 | 1997-01-10     | Masaharu Itō                    | Xces                           |                                                                 |
| 熟女の誘い汁 －何本でも欲しい Jukujo no Sasoi Jiru: Nanhondemo Hoshii | 1997-02-25     | Tarō Araki                      | OP Eiga                        | With Yumi Yoshiyuki và Minoru Kunizawa                          |
| びしょ濡れ下宿 母娘のぞき | 1997-02-28     | Kazuyoshi Sekine                | OP Eiga                        |                                                                 |
| 未亡人旅館 肉欲女体盛り | 1997-03        | Sakae Nitta                     | Xces                           |                                                                 |
| 不倫狂いの人妻たち | 1997-03-20     | Ryōtsu Ueda (上田良津)          | Xces                           |                                                                 |
| スケベすぎる女ども | 1997-04        | Akira Shibahara (柴原光)        | OP Eiga                        |                                                                 |
| 濡れ濡れ白衣 もっと奥まで | 1997-04-04     | Shigeo Katsuyama (勝山茂雄)     | Kokuei                         |                                                                 |
| ねっとり妻おねだり妻 | 1997-04-25     | Akira Fukamachi                 | Shintōhō                       |                                                                 |
| 由美香 | 1997-05-03     | Katsuyuki Hirano (平野勝之)     | V&R Planning / Yasuoka Films   |                                                                 |
| 義弟と若妻 近親不倫 | 1997-05-30     | Sachio Kitazawa (北沢幸雄)      | Xces                           |                                                                 |
| 女弁護士 凌辱 | 1997-06        | Futoshi Sakamoto                | Xces                           |                                                                 |
| 変態熟女 裏わざ表わざ | 1997-06-27     | Akira Fukamachi                 | Shintōhō                       |                                                                 |
| 淫獣調教極限レイプ | 1997-07-03     | Daikei Shimizu                  | OP Eiga                        |                                                                 |
| 変態本番 炎の女体鑑定人 | 1997-08        | Akira Fukamachi                 | Shintōhō                       |                                                                 |
| すけべ教師 引き抜く快感！ | 1997-08-28     | Sachi Hamano                    | Xces                           |                                                                 |
| 乱熟秘書 吸いつく下半身 | 1997-09-10     | Kazuhisa Ogawa                  | OP Eiga                        |                                                                 |
| 好色エロ女房 | 1997-09-26     | Akira Fukamachi                 | Shintōhō                       |                                                                 |
| 変態妻 ハメられて覗かれて Hentaizuma: hamerarete nozokarete | 1997-10-01     | Tarō Araki                      | OP Eiga                        | With Megumi Makihara và Tarō Araki                              |
| 後家さんの乱れ帯 ウレシ汁が止まらない | 1997-10-10     | Futoshi Sakamoto                | Xces                           |                                                                 |
| 好色くノ一忍法帖 ヴァージン・スナイパー 美少女妖魔伝 | 1997-10-10     | Mototsugu Watanabe              | Kokuei / Shintōhō映画          |                                                                 |
| Virgin Sniper ヴァージンスナイパー 美少女妖魔伝 Virgin sniper bishoji yomaden                                                                                                   | 1997-10-10     | Mototsugu Watanabe              | Shintōhō / Kokuei              |                                                                 |
| 濡れ尻女将のねばり汁 Nurejiri okami no nebari jiru | 1997-12-13     | Tarō Araki                      | OP Eiga                        | 60 min. With Megumi Makihara và Tarō Araki                      |
| こんな、ふたり | 1998-01-03     | Yutaka Ikejima                  | ENK                            |                                                                 |
| エッチな１８才 はちきれちゃう！ | 1998-01-27     | Mototsugu Watanabe              | Shintōhō                       |                                                                 |
| 肉欲婚淫 むいてほじる | 1998-02-28     | Kazuhisa Ogawa                  | OP Eiga                        |                                                                 |
| いやらしい熟女 すけべ汁びしょ濡れ | 1998-03-06     | Sakae Nitta                     | Xces                           |                                                                 |
| Aijin Meiki: Okumade Iboibo 愛人名器 奥までイボイボ | 1998-03-17     | Sakae Nitta                     | Xces                           | 60 Min.                                                         |
| 発情娘 糸ひき生下着 | 1998-03-20     | Yumi Yoshiyuki (吉行由実)       | OP Eiga                        |                                                                 |
| 女痴漢捜査官 お尻で勝負！ | 1998-03-27     | Mototsugu Watanabe              | Shintōhō                       |                                                                 |
| 痴漢電車 弁天のお尻 | 1998-04        | Shinji Imaoka                   | Kokuei / Shintōhō              |                                                                 |
| 痴漢教習所 握って！ | 1998-04-14     | Futoshi Sakamoto                | Xces                           |                                                                 |
| 和服巨乳妻 不倫・淫乱・悶絶 | 1998-04-29     | Sakae Nitta                     | Xces                           |                                                                 |
| 餓えた白衣 脱がさずブチ込む | 1998-06-19     | Sakae Nitta                     | Xces                           |                                                                 |
| 借王４ | 1998-07        | Seiji Izumi (和泉聖治)          | 日活                           |                                                                 |
| 女囚 いたずら性玩具 | 1998-07-23     | Tarō Araki                      | OP Eiga                        |                                                                 |
| ノーパンしゃぶしゃぶ 下半身接待 | 1998-07-31     | Sakae Nitta                     | Xces                           |                                                                 |
| Otometachi no Sugao 乙男たちの素顔 | 1998-08-01     | Yumi Yoshiyuki                  | Office Yoshiyuki OP Eiga       | 60 min.                                                         |
| 和服旅館 若女将の赤襦袢 | 1998-08-14     | Sakae Nitta                     | Xces                           |                                                                 |
| 女の園 絶倫快楽 | 1998-11-11     | Kazuyoshi Sekine                | OP Eiga                        |                                                                 |
| 喪服義母 息子で喘ぐ | 1998-11        | Sakae Nitta                     | Xces                           |                                                                 |
| 痴漢電車 ムリ女を狙え | 1999-01-02     | Kazuyoshi Sekine                | OP Eiga                        |                                                                 |
| 人妻不倫痴態 －女医・弁護士・教師－ | 1999-01-08     | Sakae Nitta                     | Xces                           |                                                                 |
| ＯＬの愛汁 ラブジュース | 1999-02-26     | Yūji Tajiri (田尻裕司)          | Kokuei                         |                                                                 |
| 和風コンパニオン 絶頂露天風呂 | 1999-03-05     | Sakae Nitta                     | Xces                           |                                                                 |
| 人妻秘書 熟れ頃下半身 Hitozuma Hisho: Uregoro Kahanshin aka 派遣の人妻秘書 やりっ放し                                                                                           | 1999-03-19     | Sakae Nitta                     | Xces                           |                                                                 |
| エロスのしたたり | 1999-03        | Toshiki Satō                    | Kokuei / Shintōhō              |                                                                 |
| Niizuma Furin: Senakade Kanjiru Yubisaki 新妻不倫 背中で感じる指先 | 1999-03-30     | Yumi Yoshiyuki                  | OP Eiga                        | 59 min.                                                         |
| 痴漢電車 奥までたっぷり | 1999-04-16     | Makoto Matsuoka (松岡誠)        | Xces                           |                                                                 |
| 三十路の女将 くわえ泣き | 1999-05        | Sakae Nitta                     | Xces                           |                                                                 |
| 死神パラダイス | 1999-05        | Shiraku Tatekawa (立川志らく)   | 自主制作                       |                                                                 |
| 魅惑の令嬢 Ｇの快感 | 1999-07        | Yutaka Ikejima                  | OP Eiga                        |                                                                 |
| 黒い下着のスチュワーデス －感じすぎる乳房－ | 1999-08-13     | Sakae Nitta                     | Xces                           |                                                                 |
| 主婦の性 淫らな野外エッチ | 1999-08-27     | Tarō Araki                      | OP Eiga                        |                                                                 |
| Sunday's Dream 日曜日は終わらない Nichiyobi wa owaranai | 1999-09        | Yōichirō Takahashi (高橋陽一郎) | NHK Osaka                      | Made for TV                                                     |
| 義母と娘 羞恥くらべ | 1999-11        | Sakae Nitta                     | Xces                           |                                                                 |
| 三十路女医 白衣欲情 | 1999-12-10     | Sakae Nitta                     | Xces                           |                                                                 |

#### 2000s
| Tựa đề | Ngày phát hành | Công ty                           | Giám đốc                              | Ghi chú |
| --- | -------------- | --------------------------------- | ------------------------------------- | --- |
| Hitozuma Konyoku Onsen Furin Zakari 人妻混浴温泉 不倫盛り                                                                            | 2000-01-21     | Sakae Nitta                       | Xces                                  | |
| Danchi Tsuma Furin de Raburabu 団地妻 不倫でラブラブ                                                                                 | 2000-01-28     | Toshiki Satō                      | Kokuei / Shintōhō                     | |
| Furimukeba Kimi ga Ite ふりむけば君がいて                                                                                            | 2000-02        | Yutaka Ikejima                    | OP Eiga                               | |
| Kyonyū Hatsujō Naasu 巨乳発情ナース                                                                                                  | 2000-02-28     | Mototsugu Watanabe                | OP Eiga                               | |
| Lustful Wife: Embarrassing Tendencies 欲情夫人 恥ずかしい性癖 Yokujō Fujin Hazukashii Seiheki                                        | 2000-03-17     | Sachio Kitazawa                   | Xces                                  | |
| Chikan to Nozoki Amadera no Benjo 痴漢と覗き 尼寺の便所                                                                              | 2000-04-28     | Sakae Nitta                       | Sakae Productions / Xces              | 59 min. With Yōko Satomi                                                                                                   |
| Ecchi na Tenshi Necchari Hakui エッチな天使 ねっちゃり白衣                                                                           | 2000-05-23     | Kazuyoshi Sekine                  | OP Eiga                               | |
| Setsunaku Motome te II Hitozuma Hen せつなく求めてII 人妻編                                                                          | 2000-07-01     | Yumi Yoshiyuki                    | OP Eiga                               | |
| Hakui no Reijō: Tome te Kudasai! 白衣の令嬢 止めて下さい！                                                                           | 2000-07-28     | Sakae Nitta                       | Xces                                  | |
| Gokuraku Shōten Furo: Kaki Mawashite! 極楽昇天風呂 －カキ回して！－                                                                  | 2000-08-11     | Sakae Nitta                       | Xces                                  | |
| Hirusagari, Nureru OL 昼下がり、濡れるＯＬ                                                                                           | 2000-11-21     | Mototsugu Watanabe                | OP Eiga                               | |
| Hanba de Kanjiru Onna no Sei 飯場で感じる女の性                                                                                      | 2000-12-01     | Tarō Araki                        | OP Eiga                               | |
| Suchuwaadesu Kinryō Ku: Hiru mo Yoru mo Shōten スチュワーデス禁猟区 昼も夜も昇天                                                     | 2000-12-08     | 片岡修二                          | Xces                                  | |
| Aijin Hitozuma: Fushidara na Seiheki 愛人・人妻 ふしだらな性癖                                                                       | 2000-12-23     | Akiyoshi Sugiura (杉浦昭嘉)       | OP Eiga                               | |
| Gibo no Himitsu: Musuko no Nioi 義母の秘密 息子の匂い                                                                                | 2001-01-19     | Sakae Nitta                       | Xces                                  | |
| Mofuku Tsuma no Futei: Midareta Kurokami 喪服妻の不貞 乱れた黒髪                                                                     | 2001-04-13     | Tarō Tsugaru (遠軽太朗)           | Xces                                  | |
| Hitozuma Shachō: Hisho Baibu de Nureru 人妻社長秘書 バイブで濡れる                                                                   | 2001-04-27     | Mototsugu Watanabe                | Shintōhō                              | |
| Mofuku Tsuma no Yoromeki 喪服妻のよろめき                                                                                            | 2001-06-22     | Kazuyoshi Sekine                  | OP Eiga                               | |
| Yukata Mibōjin: Kuroi Shitagi no Yūwaku 浴衣未亡人 黒い下着の誘惑                                                                    | 2001-07-13     | Futoshi Sakamoto                  | Film House Xces                       | 61 min. With Yōko Satomi                                                                                                   |
| Amadera Monogatari 尼寺物語 | 2001-08-24     | Sakae Nitta                       | Submarine Films Anchor Visual Network | 61 min. V-Cinema With Yōko Satomi                                                                                          |
| Amadera no Gofujō: Futomomo Kannon Biraki 尼寺の御不浄 太股観音びらき                                                                | 2001-09-07     | Sakae Nitta                       | Xces                                  | |
| Yoshi Shimai Suchuwaadesu: Seifuku Keiren 美姉妹スチュワーデス 制服けいれん                                                          | 2001-10-19     | Futoshi Sakamoto                  | Xces                                  | |
| Misaki Reira Kyonyū Fuck 美咲レイラ 巨乳ＦＵＣＫ                                                                                     | 2001-10-13     | Mototsugu Watanabe                | OP Eiga                               | |
| Kuroi Shitagi no Suchuwaadesu 黒い下着のスチュワーデス                                                                               | 2001-10-22     | Sakae Nitta Hiroshi Takishima     | Junk Xces                             | 120 min. V-Cinema With Yumi Yoshiyuki                                                                                      |
| Mibōjin Joi Gokuhi Ura Seme 未亡人女医 極秘裏責め                                                                                    | 2001-12-07     | Sakae Nitta                       | Xces                                  | |
| Female Investigator 4 女痴漢捜査官4 とろける下半身 Jochikan Sōsa Kan 4: Torokeru Kahanshin                                           | 2001-12-28     | Daisuke Goto (渡邊元嗣)           | Shintōhō                              | With Terumi Minami and Kyōko Kazama                                                                                        |
| Jukujo Onsen Okami: Uma Nori 熟女温泉女将 うまのり aka 女将三十五才 染み出すシーツ Okami San-juu-go-sai: Shimidasu Shiitsu           | 2001-12-28     | Sakae Nitta                       | Xces                                  | |
| Basukettobōru Toraianguru バスケットボール・トライアングル                                                                           | 2001-12-28     | Kazuyoshi Sekine                  | OP Eiga                               | |
| Chikan Densha Mise Masu Kyonyū 痴漢電車 魅せます巨乳                                                                                 | 2002-01-03     | Mototsugu Watanabe                | OP Eiga                               | |
| Mesu Kanbō: Kegasareta Hitozuma 牝監房 汚された人妻                                                                                  | 2002-01-26     | Yoshikazu Katō (加藤義一)         | OP Eiga                               | Yoshikazu Katō's directorial debut                                                                                         |
| Shōten Tera Goke Shaburi 昇天寺 後家しゃぶり                                                                                         | 2002-02-01     | Futoshi Sakamoto                  | Xces                                  | |
| Yado 宿 | 2002-02-23     | Masahiro Kisawa (木澤正博)        | 回転ねこ                              | |
| Chi o Sū Uchū Gaiden * Henshin 血を吸う宇宙外伝・変身                                                                                | 2002-03        | Hirohisa Sasaki (佐々木浩久)      | Omega Pictures                        | |
| Bijin Shimai no Aieki 美人姉妹の愛液                                                                                                 | 2002-04-20     | Mototsugu Watanabe                | OP Eiga                               | |
| Chikan Densha: Hishin Masaguru 痴漢電車 秘芯まさぐる                                                                                 | 2002-05-01     | Tarō Araki                        | OP Eiga                               | |
| Kaigo Sekkusu: Otōsan Yamete! 介護ＳＥＸ お義父さん、やめて！                                                                        | 2002-05-03     | Sakae Nitta                       | Xces                                  | |
| Sakurai Fūka: Inranda Tenshi 桜井風花 淫乱堕天使                                                                                     | 2002-05-14     | Shigeo Moriyama (森山茂雄)        | OP Eiga                               | |
| Hentai Saimin Haji: Kuchibiru Ijime 変態催眠 恥唇いじめ                                                                              | 2002-06-22     | 寺嶋亮                            | OP Eiga                               | |
| Suchuwaadesu: Koshi Furi Gyaku Funsha スチュワーデス 腰振り逆噴射                                                                    | 2002-07-11     | Yoshikazu Katō                    | OP Eiga                               | |
| Hitozuma Fujun Kōsai Oku no Oku Made 人妻不純交際 奥の奥まで                                                                         | 2002-09-13     | Sakae Nitta                       | Xces                                  | |
| Onna Supai: Futomomo Ero Jikake 女スパイ 太股エロ仕掛け                                                                              | 2002-12-12     | Mototsugu Watanabe                | OP Eiga                               | |
| Chikan Densha: Kaikan! Momojiri Tacchi 痴漢電車 快感！桃尻タッチ                                                                     | 2003-01-03     | Yoshikazu Katō                    | OP Eiga                               | |
| The Girl Next Door: Taste of Short Steps 隣のお姉さん 小股の斬れ味 Tonari no Onesan: Komata no Kireaji                               | 2003-02-05     | Tarō Araki                        | OP Eiga                               | Pink Grand Prix 8th Best Film                                                                                              |
| Hakujuban Rezu: Jukujo Neburi 白襦袢レズ 熟女ねぶり                                                                                  | 2003-03-07     | Sakae Nitta                       | Xces                                  | |
| Kaettekita Keiji Matsuri (Hatsujō Onna Keiji) 帰ってきた刑事まつり〈発情女刑事〉                                                     | 2003-03-22     | Yumi Yoshiyuki                    | Office Yoshiyuki                      | |
| Harenchi Chōnaikai: Shufu Monzetsu 破廉恥町内会 主婦悶絶                                                                             | 2003-06-08     | Sakae Nitta                       | Xces                                  | |
| Konzen Kōshō: Inmuni Nurete 婚前交渉 淫夢に濡れて                                                                                    | 2003-06-08     | Yoshikazu Katō                    | OP Eiga                               | |
| Oshiego to Kyōshi: Itazura Hime Hajime 教え子と教師 いたずら秘め恥じめ                                                               | 2003-06-10     | Akiyoshi Sugiura                  | OP Eiga                               | |
| Immoral Wives In Afternoon 真昼の不倫妻 美女(みお)の快楽 Mahiru no Furinzuma: Mio no Kairaku                                         | 2003-08-19     | Takumei Higuchi                   | Shintōhō                              | With Mio Okazaki, and Azusa Sakai                                                                                          |
| Kuroinu to Wafuku Mibōjin 黒犬と和服未亡人                                                                                           | 2003-09-12     | Sakae Nitta                       | Xces                                  | |
| Shin Nihon Erobanashi: Hitozuma Ryūgūjō 新・日本エロばなし 人妻竜宮城                                                                | 2003-10-10     | Futoshi Sakamoto                  | Xces                                  | |
| Necchiri Oyako: Akagai no Aji ねっちり母娘 赤貝の味                                                                                  | 2003-10-21     | Mototsugu Watanabe                | OP Eiga                               | |
| Sannin no Mibōjin: Hajishirazu Rezu 三人の未亡人 恥知らずレズ                                                                        | 2004-01-23     | Sakae Nitta                       | Xces                                  | |
| Aspiring Home Tutor: Soiled Pure Whiteness Akogare no Katei Kyōshi: Yogosareta Junpaku 憧れの家庭教師 汚された純白                   | 2004-02-10     | Yumi Yoshiyuki                    | OP Eiga                               | Pink Grand Prix: Seventh Best Film Pinky Ribbon Awards: Pearl Prize Shown at Yubari International Fantastic Film Festival. |
| Lunch Box 熟女・発情 タマしゃぶり（＝たまもの） Jukujo * Hatsujō: Tama Shaburi                                                       | 2004-03-09     | Shinji Imaoka                     | Kokuei / Shintōhō                     | Hayashi received "Best Actress" award at Pink Grand Prix                                                                   |
| Setsunaikamo Shirenai せつないかもしれない                                                                                           | 2004-04-17     | Yumi Yoshiyuki                    | OP Eiga                               | |
| Gibo no Shinshitsu: Injuku no Yoromeki 義母の寝室 淫熟のよろめき                                                                     | 2004-05-22     | Yoshikazu Katō                    | OP Eiga                               | |
| Shiiku no Rezubeya: Uresugita Kyōko 飼育のレズ部屋 ～熟れすぎた恭子～                                                                | 2004-07-16     | Sakae Nitta                       | Xces                                  | |
| Aniki to ore tsū: Moeru Kikumon 兄貴と俺II 燃える菊紋                                                                                | 2004-07-17     | Yoshikazu Katō                    | OP Eiga                               | |
| Bitter Sweet ビタースイート aka Concentrated Adultery: Taken Woman 濃厚不倫 とられた女 Nōkō Furin: Torareta Onna                     | 2004-10-12     | Mitsuru Meike (女池充)            | Kokuei / Shintōhō                     | |
| Ura no Gokesan: Baibu ni Muchū 裏の後家さん 張＜バイブ＞形に夢中                                                                     | 2004-11-26     | Futoshi Sakamoto                  | Xces                                  | |
| Gibo Dōsōkai: Musuko o Tabenaide! 義母同窓会 －息子を食べないで！－                                                                  | 2004-12-10     | Sakae Nitta                       | Xces                                  | |
| Picture Book of a Beautiful Young Girl: Soaked Uniform 美少女図鑑 汚された制服 Bishōjo Zukan: Kegasareta Seifuku                     | 2004-12-20     | Tetsuya Takehora                  | OP Eiga                               | |
| Kinpun Fakku: Zubunure Kannon 金粉ファック ずぶ濡れ観音                                                                              | 2005-03        | Tarō Araki                        | OP Eiga                               | |
| Wafuku no Nōpan Jukujo: Suso Kara Niō Ke 和服のノーパン熟女 裾から匂う毛                                                             | 2005-03        | Sakae Nitta                       | Xces                                  | |
| "Chō" Kowai Kanashi The Movie: Yami no Eiga Sai (Yotsuya Kaidan" de Gozaru) 「超」怖い話THE MOVIE 闇の映画祭〈「四谷怪談」でござる〉 | 2005-07        | Kairakutei Black (快楽亭ブラック) | 竹書房                                | |
| 変態オヤジ 四十路熟女の色下着 Hentai Oyaji: Yonjūji Jukujo no Iro Shitagi                                                            | 2005-07        | Sakae Nitta                       | Xces                                  | |
| Jō Muyō no Keiji Matsuri 情無用の刑事まつり〈顔刑事〉                                                                                | 2005-08        | Demo Tanaka (デモ田中)            | 馬車馬企画／イメージリングス          | |
| Miss Peach: Peachy Sweetness Huge Breasts ミスピーチ 巨乳は桃の甘み Misu Piichi: kyonyū wa momo no umami                             | 2005-09-10     | Yumi Yoshiyuki                    | OP Eiga                               | Hayashi's last film |

## Sách ảnh
| Tên                                                        | Ngày phát hành | Nhà xuất bản | Nhiếp ảnh gia | Ghi chú |
| ---------------------------------------------------------- | -------------- | ------------ | ------------- | ------- |
| Madonna Mate: Yumika Hayashi マドンナメイト写真集 林由美香 | 1990-03-25     | Madonna      |               |         |
| Touch Me                                                   | 1990-08-15     | Sanwa Mook   | Norio Sugiura |         |
| YUMIKA. H                                                  | 1996-08        | Urabon       |               |         |
| Love Shadow 愛影 Ai Shadow                                 | 2002-06        | Urabon       |               |         |
| New Wave                                                   |                |              |               |         |